# Amritsar
Amritsar (punjabi: ਅੰਮ੍ਤਿਸਰ, hindi: अमृतसर) er en by i delstaten Punjab i det nordvestlige Indien. Byen har en befolkning på 1.132.383 (2011). Navnet kommer fra sanskrit Amŗta-saras (nektarsøen). I hinduistisk tro er Amŗta (nektar) en væske som deres guder drak for at holde sig udødelige.
Byen er hjemsted for Harmandir Sahib, også kendt som Det Gyldne Tempel, og er det åndelige og kulturelle center for sikhernes religion. Templet blev grundlagt af sikhernes fjerde guru, Guru Ram Das, og blev færdiggjort af hans efterfølger Guru Arjan Dev. Arbejdet begyndte i 1573 med at bygge den hellige dam. I 1601 var Harmandir Sahib færdig og tre år senere blev sikhernes hellige bog, Guru Granth Sahib, placeret der. På Maharaja Ranjit Singhs tid havde Amritsar by overgået Lahore som den vigtigste by i Punjab. Byen er også stedet hvor Amritsar-massakren skete.